# Yannick Chabloz
Yannick Chabloz, né le 17 mars 1999 à Aigle, est un  skieur alpin suisse.
Il remporte la médaille de bronze en descente lors des Mondiaux juniors de 2020, puis devient vice-champion de Suisse dans la même discipline en 2021.
Il est le frère de Maxime Chabloz, champion du monde de ski freeride.

## Biographie
Né à Aigle, il a quitté le canton de Vaud alors qu'il n'avait que deux semaines et a grandi ensuite dans le canton de Nidwald, d'abord à Kehrsiten près de Stansstad, puis à Beckenried depuis l'âge de dix ans. Ses parents expliquent qu'ils ont osé prendre un "nouveau départ" dans leur vie pour que leurs enfants grandissent en parlant le suisse-allemand. Il a suivi la traditionnelle filière sport-études des jeunes skieurs suisses à Engelberg.
En 2019 il remporte le combiné de l'Universiade à Krasnoïarsk, et il prend la 3e place du super G.
En 2020 à Narvik il est 3e des championnats du monde juniors de super G.
Le 27 novembre 2021 Yannick Chabloz est au départ de sa première course de coupe du monde à l'occasion de la descente de Lake Louise, la première de la saison 2021-2022. Il s'en classe quarantième, à moins de trois seconde du vainqueur Matthias Mayer et seulement trente-cinq centièmes des points,. Deux semaines plus tard il remporte sa première course en coupe d'Europe à l'occasion de la première descente de la saison, le 11 décembre 2021 à Santa Caterina di Valfurva.
Le 18 décembre 2021, dès sa seconde course en Coupe du monde, il réalise son premier top-15 en prenant la 13e place de la descente de Val Gardena. Il prend dans les semaines qui suivent le départ des descentes de Bormio et Kitzbühel.
Il fait partie de l'équipe de Suisse qui se rend aux Jeux olympiques 2022 à Pékin mais n'est finalement retenu que pour prendre part au combiné. Il fait une lourde chute lors de la descente et subi de multiples fractures dans tout le bras gauche. Il est opéré de la main une première fois sur place puis une seconde fois à Zurich. Il exprime son soulagement de n'avoir pas été victime de blessures plus graves et se montre satisfait d'avoir pu démontrer au plus haut niveau qu'il était capable d'aller très vite.
Dix mois plus tard en décembre 2022, il se blesse à nouveau (vertèbres fracturées) lors d'un entrainement de la descente de Bormio. Il met fin à sa saison et ne peut participer non plus à la saison 2023-2024.
Il annonce mettre un terme à sa carrière en décembre 2024.

## Palmarès

### Jeux olympiques
| Épreuve / Édition | Descente | Super G | Slalom géant | Slalom | Combiné | Team event |
| JO 2022 Pékin     | -        | -       | -            | -      | DNF     | -          |

### Coupe du Monde
- Première course : 27 novembre 2021, descente de Lake Louise, 40ème
- Premier top30 : 18 décembre 2021, descente de Val Gardena, 13ème
- Meilleur résultat : 13ème, descente de Val Gardena, 18 décembre 2021

| Saison / Épreuve | Saison / Épreuve | Général | Général | Descente | Descente | Super G | Super G |
| ---------------- | ---------------- | ------- | ------- | -------- | -------- | ------- | ------- |
| Saison / Épreuve | Saison / Épreuve | Class.  | Points  | Class.   | Points   | Class.  | Points  |
| 2022             | 2022             | 120e    | 20      | 42e      | 20       | -       | -       |

### Coupe d'Europe
- Première course : 12 décembre 2018, Super de St-Moritz, 36ème
- Premier top30 : 15 février 2019, Super G de Sarntal, 29ème
- Premier top10 : 28 février 2020, descente de Kvitfjell, 6ème
- Premier podium : 14 décembre 2020, descente de Santa Caterina, 3ème
- Première victoire : 11 décembre 2021, descente de Santa Caterina,
- Meilleur classement général : quinzième en 2021[16].
- Meilleur classement en descente : sixième en 2021[16].
- 3 podiums dont 1 victoire[17].

#### Classements
| Saison / Épreuve | Saison / Épreuve | Général | Général | Descente | Descente | Super G | Super G | Géant  | Géant  | Slalom | Slalom | Combiné | Combiné |
| ---------------- | ---------------- | ------- | ------- | -------- | -------- | ------- | ------- | ------ | ------ | ------ | ------ | ------- | ------- |
| Saison / Épreuve | Saison / Épreuve | Class.  | Points  | Class.   | Points   | Class.  | Points  | Class. | Points | Class. | Points | Class.  | Points  |
| 2019             | 2019             | 216e    | 2       | -        | -        | 17e     | 2       | -      | -      | -      | -      | -       | -       |
| 2020             | 2020             | 89e     | 90      | 30e      | 51       | 42e     | 27      | -      | -      | -      | -      | 32e     | 12      |
| 2021             | 2021             | 15e     | 303     | 6e       | 175      | 17e     | 110     | -      | -      | -      | -      | 14e     | 18      |
| 2022             | 2022             | 24e     | 256     | 8e       | 209      | 32e     | 47      | -      | -      | -      | -      | -       | -       |

### Championnats du monde juniors
| Épreuve / Édition    | Descente | Super G | Slalom géant | Slalom | Combiné | Team event |
| Mondiaux 2020 Narvik | 8e       | Bronze  | annulé       | annulé | annulé  | annulée    |

### Universiade
| Épreuve / Édition                       | Descente | Super G | Slalom géant | Slalom | Combiné | Team event |
| Universiade d'hiver de 2019 Krasnoïarsk | -        | Bronze  | Abandon      | -      | Or      | -          |

### Championnats de Suisse
Vice-champion de descente 2021
 Troisième du combiné en 2019